# کتی هوکول
کتی هوکول (انگلیسی: Kathy Hochul؛ زادهٔ ۲۷ اوت ۱۹۵۸) سیاستمدار اهل ایالات متحده آمریکا است که هم‌اکنون پنجاه و هفتمین فرماندار نیویورک است. که در سمت معاون فرماندار نیویورک از سال ۲۰۱۵ تا سال ۲۰۲۱ خدمت کرده‌است. وی قبلاً عضو مجلس نمایندگان ایالات متحده آمریکا از منطقه ۲۶ نیویورک و حوزه انتخابیه بیست و ششم نیویورک بود. وی از اول ژوئن ۲۰۱۱ تا ۳ ژانویه ۲۰۱۳ در انتخابات چهار کاندیدای خاص شرکت کرد و در ۲۴ مه ۲۰۱۱، به پیروزی رسید تا کرسی نماینده مستعفی کریس لی از حزب جمهوری‌خواه را اشغال کند و اولین نماینده دموکراتی بود که این منطقه نیویورک با برای چهل سال نمایندگی می‌کند.

## زندگی‌نامه
کتی هوکول با نام کتلین کورتنی متولد شد و از شش فرزند خانواده جک کورتنی دومین فرزند این خانواده بود. او برای ادامه تحصیل به کالج رفت و سپس برای کار به کارهای اداری پرداخت. خانواده اش در وضعیت مالی خوبی قرار نداشتند و برای همین در یک منطقه فقیرنشین در کاروان زندگی می‌کردند. هوکول به کالج رفت و سپس به فعالیت‌های سیاسی روی آورد و هنگامی که در دانشگاه سیراکیوس بود هدایت تحریم کتابفروشی دانشگاه را که قیمت کتاب‌ها را گران کرده بودند را برعهده داشت. وی لیسانس خود را از دانشگاه سیراکیوس گرفت و در سال ۱۹۸۴ به مدرسه حقوق کلمبوس در دانشگاه کاتولیک واشینگتن دی سی رفت.